# 科尔多瓦 (阿拉巴马州)
科尔多瓦（英文：Cordova），是美国阿拉巴马州下属的一座城市。面积约为5.83平方英里（约合15.09平方公里）。根据2010年美国人口普查，该市有人口2,095人，人口密度为359.53/平方英里（约合138.83/平方公里）。